# Vom Rhein zum Wein

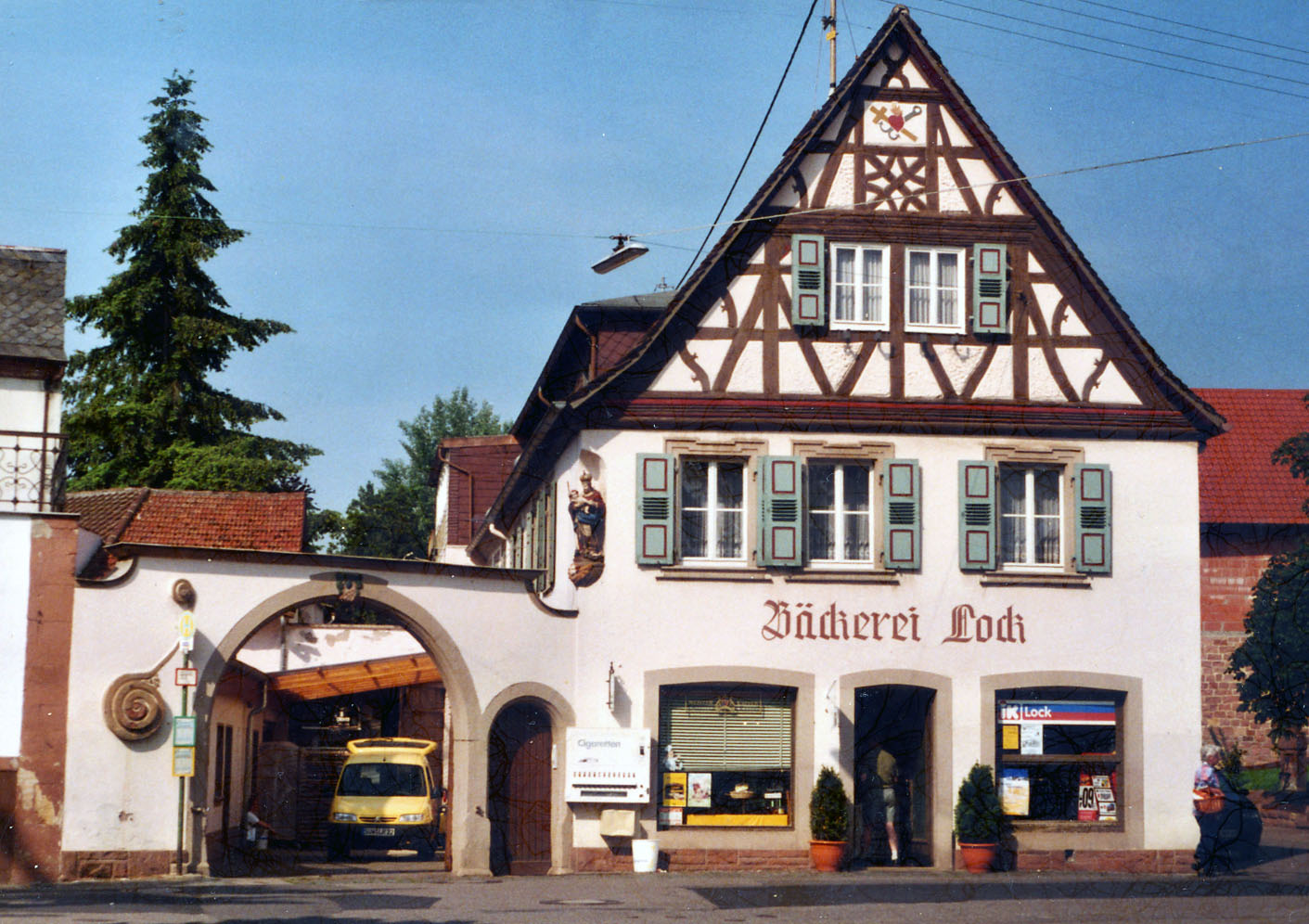
Radweg innerhalb von Hainfeld

Vom Rhein zum Wein ist ein Radweg innerhalb der Vorderpfalz.

## Name und Logo
Der Name bezieht sich darauf, dass der Ausgangspunkt Speyer sich am Rhein befindet, während der Endpunkt Hainfeld mitten im Weinanbaugebiet Pfalz liegt.
Das Logo zeigt vor grünen Hintergrund die Silhouette des Speyerer Doms, in den eine große Weintraube integriert ist. Am linken und rechten Bildrand sind schemenhaft zwei Radfahrer zu sehen, die aufeinander zufahren.

## Verlauf
Der Radweg beginnt unmittelbar am Speyerer Dom und führt nach Westen mitten durch die Innenstadt von Speyer. Dabei passiert er unter anderem das Altpörtel und überquert danach die Bahnstrecke Schifferstadt–Wörth. Am westlichen Stadtrand unterquert er zudem die Bundesstraße 9. Im Anschluss verläuft er durch das Gäu. Zunächst führt er durch den südlichen Teil von Dudenhofen und streift danach den nördlichen Siedlungsrand von Harthausen. Nachdem er durch ein Waldgebiet verlaufen ist, erreicht der Freisbach und führt – in Form eines „Umweges“ – über den südlichen Siedlungsrand von Gommersheim und Böbingen nach Freimersheim. Danach führt er wieder konsequent in die westliche Richtung über Großfischlingen und überquert im Anschluss die Bundesautobahn 65 und kreuzt dann am östlichen Ortsrand von Edesheim die Bahnstrecke Neustadt–Wissembourg. Nachdem er mitten durch die Gemeinde verlaufen ist, erreicht er Hainfeld, kreuzt dort die Deutsche Weinstraße und endet rund hundert Meter weiter westlich.